# Cabixi
Cabixi est une municipalité brésilienne située dans l'État du Rondônia.